# NGC 2986
NGC 2986 est une vaste galaxie elliptique située dans la constellation de l'Hydre. NGC 2986 a été découverte par l'astronome germano-britannique William Herschel en 1785.

## Caractéristiques
Sa vitesse par rapport au fond diffus cosmologique est de 2 637 ± 24 km/s, ce qui correspond à une distance de Hubble de 38,9 ± 2,7 Mpc (∼127 millions d'al).
À ce jour, 18 mesures non basées sur le décalage vers le rouge (redshift) donnent une distance de 35,661 ± 10,792 Mpc (∼116 millions d'al), ce qui est à l'intérieur des valeurs de la distance de Hubble.

## Supernova
La supernova SN 1999gh a été découverte dans NGC 2986 le 3 décembre 1999 par l'astronome japonais Kesao Takamizawa. Cette supernova était de type Ia.

## Groupe de NGC 2935
NGC 2986 fait partie d'un petit groupe de trois galaxies, le groupe de NGC 2935, la galaxie la plus brillante des trois. L'autre galaxie de ce groupe est NGC 2983.